# Sindrome di Carpenter
La sindrome di Carpenter, o sindrome di Cole-Carpenter, è una malattia molto rara che consiste nella degenerazione del sistema scheletrico.

## Sintomi
la sindrome è caratterizzata da una fragilità ossea e craniostenosi,e proptosi oculare e idrocefalo. Codesta sindrome è molto simile alla osteogenesi imperfetta.Il soggetto affetto presenta un ritardo fisico.

## Storia
Questa sindrome è stata descritta per la prima volta da Cole e da Carpenter nel 1987-1989.